# Дітер Ґізелер
Дітер Ґізелер (нім. Dieter Gieseler, 10 січня 1941 — 8 лютого 2008) — німецький велогонщик.
Срібний призер Олімпійських Ігор 1960 року в гіті на 1 км.